# 学城
『学城』（ZA-KHEM,sp）（がくじょう）とは、空手家で唯物論的弁証法により武道の理論を科学として確立した南郷継正が哲学、学問の研究団体、日本弁証法論理学研究会の主宰として創刊した学問誌である。そのスタイルは、吉本隆明主宰の不定期雑誌『試行』に倣っている。
南郷は、三浦つとむに私淑し武道の理論を確立、吉本隆明主宰の『試行』に連載していた。その後哲学研究のため、各個別学問の学者である弟子とともに、この雑誌を創刊した。
内容は、例えば第1号 神庭純子「ナイチンゲールの学問 (看護学) 形成の内実を青春時代にみる」など。

## 関連学者
- ヨセフ・ディーツゲン
- 三浦つとむ
- 滝村隆一（国家論）
- 薄井坦子（看護学）
- 海保静子